# Megaleledone setebos
Megaleledone setebos is een inktvissensoort uit de familie van de Megaleledonidae. De wetenschappelijke naam van de soort werd voor het eerst geldig gepubliceerd in 1932 door Robson.